# Låt kameran gå
Låt kameran gå var ett svenskt TV-program som visades på TV3 mellan 1990 och 1997. Programidén kom från America's Funniest Home Videos. I programmet visades tokigheter filmade med videokamera av privatpersoner. Programledare var Lasse Eriksson som senare ersattes av Janne Loffe Carlsson, Grynet Molvig följdes med av båda programledarna.
En dansk version av programmet gick även på TV3:s danska kanal under namnet Hit med videon.